# Stazione di Serenissima
La stazione di Serenissima è una fermata posta lungo la ferrovia Roma-Pescara.
Si trova nel quartiere Collatino di Roma, nel punto in cui il viale della Serenissima sovrappassa la linea ferroviaria.

## Storia

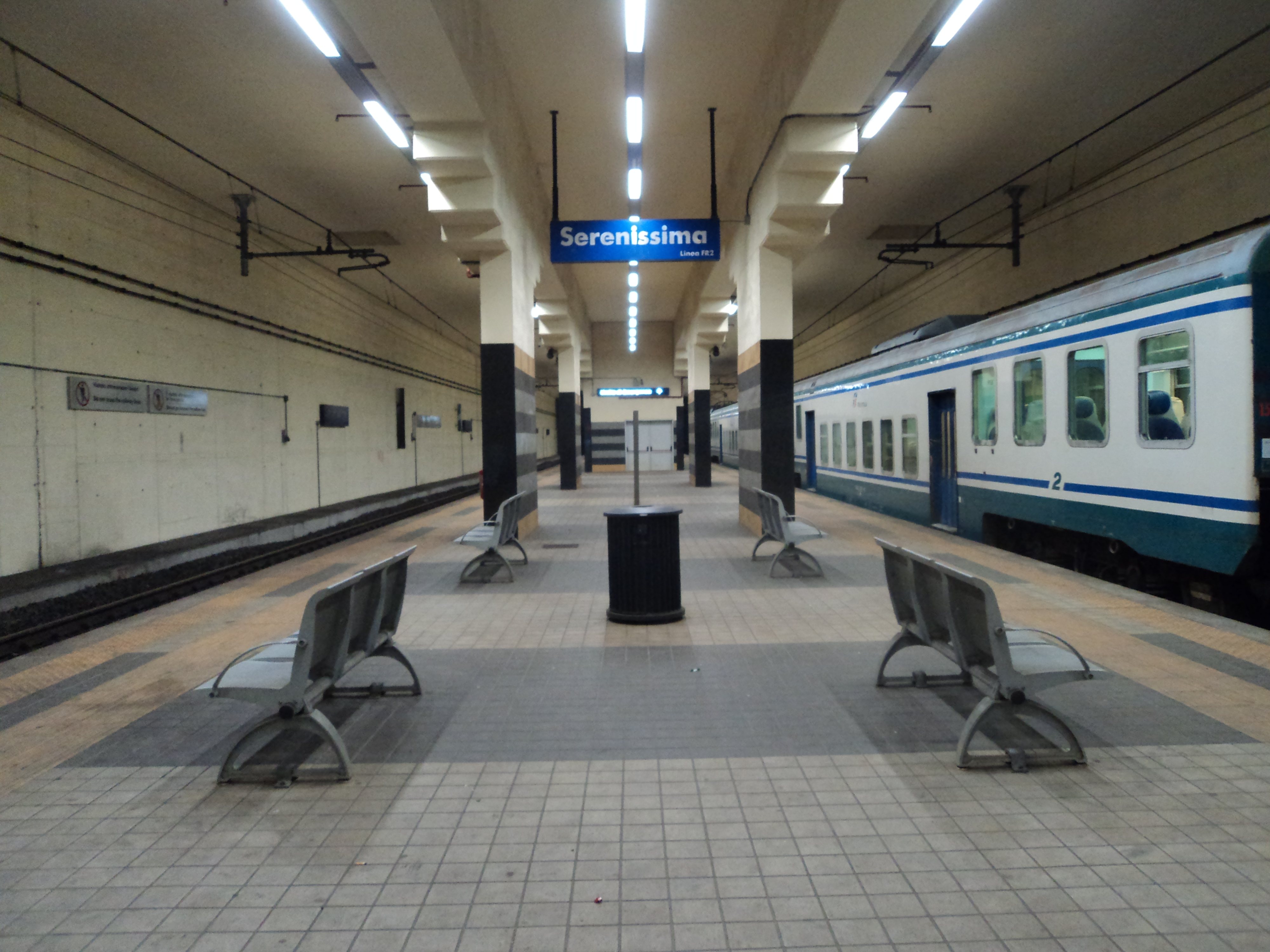
La banchina della stazione

La stazione è stata realizzata all'interno della galleria artificiale nella trincea della ferrovia Roma-Sulmona-Pescara, raddoppiata fino a Lunghezza e affiancata dalla linea AV per Napoli.

## Orari
Dal 9 dicembre 2007, nei giorni lavorativi, c'è un treno ogni 30 minuti tra Roma Tiburtina e Lunghezza, ed un treno ogni ora per Guidonia Montecelio e Tivoli; nelle ore di punta mattutine c'è un treno ogni 10/15 minuti in direzione di Roma Tiburtina. Vi fermano inoltre anche alcuni treni regionali da/per Avezzano.

## Interscambi
- Fermata autobus ATAC
- Fermata tram (Prenestina/Tor De' Schiavi, percorrendo Viale Della Serenissima per circa 600 m (650, in direzione est),  linee 5, 14 e 19)